# Meleuz
Meleuz (ru. Мелеуз) este un oraș din Republica Bașchiria, Federația Rusă, cu o populație de 62.949 locuitori.